# Merismoclea rojasi
Merismoclea rojasi is een vliesvleugelig insect uit de familie Pteromalidae. De wetenschappelijke naam is voor het eerst geldig gepubliceerd in 1966 door De Santis.